# جون نو مین
جون نو مین (کره‌ای: 전노민؛ زادهٔ جون جه ریونگ در ۲۸ اوت ۱۹۶۶) بازیگر اهل کره جنوبی است. او در مجموعه‌های تلویزیونی مانند ملکه سوندوک و ماسک عروس ایفای نقش کرده‌است. از آثار دیگری که در آنها ایفای نقش کرده است می‌توان به  تو کیستی: مدرسه ۲۰۱۵ اشاره کرد.